# Цицикарский диалект
Цицикарский диалект (齐齐哈尔方言, пиньинь qíqíhāěr fāngyán) — диалект местного типа. На цицикарском диалекте говорят жители провинции Хэйлунцзян. Относится к северо-восточной ветви китайских диалектов. Поскольку регионом распространения диалекта является приграничная зона, на диалект оказывается большое влияние этнических меньшинств.

## Лексические особенности
Лексика цицикарского диалекта отличается от путунхуа. Примеры разницы в выражениях:
1) 老鼻子：非常多 (очень много)
2) 咋 整：怎么办 (что делать?)
3) 程 介：非常、太 (очень)
4) 妈亲哪：表示惊讶 (выражение изумления, «боже мой»)
5) 这疙瘩：这里 (здесь)
6) 扯犊子：不干好事、胡闹 (говорить ерунду)
7) 滚犊子：叫人躲开 (прогонять людей)
8) 徒必：冤大头 (простак)
9) 稀罕：喜欢 (нравиться)
10) 憋屈：委屈、窝囊 (обижаться)
11) 恼醒：恶心 (тошнить)
12) 迂作：舒服 (комфортный)
13) 恼焕：暖和 (греться; теплый)
14) 卑服：佩服 (восхищаться)
15) 丁架儿：经常 (обычный, постоянный)
16) 绑丁子：同上 (как указано выше)
17)老丁子：同上 (как указано выше)
18) 竟引儿：故意 (намеренно)

## Дополнительная информация
Цицикар — город префектурного уровня в провинции Хэйлунцзян. Многие люди считают, что город имеет монгольское происхождение, однако доказать точное происхождение города очень сложно. Слово «цицикар» происходит от даурского языка, означающего «граница» или естественное пастбище, а в монгольском языке — «луг».